# مخزن، قنا
مخزن، روستایی از توابع شهرستان قوص در استان قنا و کشور مصر است.

## جمعیت
براساس سرشماری سال ۲۰۰۶ مصر، جمعیت آن ۹۱۰۲ نفر( ۴۵۴۰ مرد و ۴۵۶۲ زن ) بوده‌است.